# Motorizirano pješaštvo
Motorizirano pješaštvo je pješaštvo koje je transportirano kamionima, ili drugim motornim vozilima. Razlikuje se od mehaniziranog pješaštva koje se transportira kamionima-gusjeničarima ili oklopljenim vozilima za pješaštvo.

## Prednosti motorizacije
Motoriziranje pješaštva je prvi korak prema mehanizaciji vojske. Civilne kamione i trajekte je lako preinačiti za vojne svrhe : prijevoz vojnika, montiranje mitraljeza i prijevoz opreme i zaliha. Motorizacija pješaštva povećava stratešku mobilnost samog pješaštva kojem su alternativa marševi ili prijevoz željeznicom.

## Mane motorizacije
Motorizacija ne daje nikakvu taktičku prednost u borbi zbog velike ranjivosti kamiona i džipova kojima se prevoze vojnici. Također, mana motorizacije je ovisnost pješaštva o dovozu goriva.

## Povijest
Prvi put kada je uistinu iskorištena prednost motoriziranog pješaštva je bilo u 2. svjetskom ratu, u Blitzkriegu. Premda se je većina pješaštva još uvijek kretala pješke, brzina motoriziranih jedinica je bila presudna zbog toga što su one mogle pratiti tenkovske postrojbe i štititi im krila.